# 雷亞遊戲
雷亞遊戲股份有限公司（英語：Rayark Inc.），簡稱雷亞遊戲。是一間總部設於台北的電子遊戲開發商與發行商，由六位創辦人於2011年9月共同成立，於日本東京亦有成立營運據點，目前已於Mobile、PlayStation、Nintendo Switch、Steam等多平台推出《Cytus》、《Deemo》、《Mandora》、《Implosion》、《VOEZ》、《Cytus II》、《Sdorica 萬象物語》、《Cytus α》、《MO: Astray》、《DEEMO -Reborn-》、《伊甸之魂 Soul of Eden》、《DEEMO II》等遊戲，包含音樂節奏、角色扮演與生活休閒等類型。
雷亞遊戲不僅限在遊戲研發，也將作品本身跨足至文化與泛娛樂產業，延伸不同層面的體驗與感官享受，如成立雷亞概念Rayark Concept、舉辦嘉年華活動與電競賽事等。

## 歷史

### Hypaa Studio 時期（2008-2010）
2008年，游名揚等三人成立「Hypaa Studio」， 當時工作室開發一款大型機臺的觸碰式音樂遊戲《THEIA》，並在同年上市；而同年由PENTAVISION在街機平台上推出的遊戲《DJ Max Technika》，雖然與《THEIA》性質接近，但在音樂品質、使用者介面等整體設計上《DJ Max Technika》較佳。游名揚說「我們以為玩法有趣就會賣，但市場的反應讓我們知道，畫面和音樂很重要」。2011年團隊成員於金山北路集資成立雷亞遊戲，希望能更加專精於軟體上的開發，將遊戲呈現做到最好，因此正式將重心轉移至手機遊戲市場。

### 雷亞遊戲 正式成立（2011-2012）
雷亞遊戲於2011年9月由六位創辦人共同成立，初期團隊規模為16人。團隊於成立時即同時當初的小團隊就同時在進行四個專案，其中包含了《Cytus》、《Mandora》、《Implosion》以及一個中途停止開發的小品類型專案。首款音樂節奏遊戲《Cytus》於2012年1月13日正式推出全球 iOS 平台，迅速地登上 iPhone 音樂遊戲類14 國第一、iPad 111 國第一的佳績，以及獲得台灣、日本、韓國、泰國、港澳地區的付費總榜冠軍。同年8月12日舉辦首場以遊戲為主題的音樂會「Cytus LIVE Concert @ Taipei （页面存档备份，存于）」，邀請合作樂師演出遊戲中的樂曲來和現場玩家交流。2012年11月23日於 iOS、Android 平台推出益智遊戲《Mandora》，作品結合簡單、直覺的遊玩方式與繪本風格，也為雷亞首款以虛擬角色為主題的休閒小品遊戲。

### 早期成長階段（2013-2014）
繼《Cytus》後，雷亞遊戲於2013年6月26日發布與 Sony Computer Entertainment Inc. 合作開發的系列新作《Cytus: Lambda》。於同年9月參加日本東京電玩展時，首度曝光旗下3D手機動作遊戲新作》Implosion》的實際遊戲宣傳影片。於同年10月舉辦 「Rayark Game Party」，除了可以體驗當時未發布之《Implosion》、《DEEMO》等遊戲外，旭章和冰鳥工作室等團體也在現場帶來遊戲音樂 Unplug Live 表演。2013年11月13日，由《Cytus》製作團隊原班人馬製作的全新演奏音樂遊戲《DEEMO》登陸 iOS 平台，同年《DEEMO》在台灣、香港、印度、新加坡與泰國等地的 App Store 入圍了遊戲開發團隊獎項。同年年底，雷亞遊戲舉辦了 Rayark LIVE Concert，演出內容包含了目前雷亞遊戲旗下所有遊戲作品《Cytus》、《DEEMO》、《Mandora》的音樂作品，也邀請到 Cranky、Yamajet、Sta、Onoken 等來自日本的樂曲創作者表演，並且在巴哈姆特網站上同步直播 （页面存档备份，存于）與線上玩家同樂。《Implosion》於2014年6月26日參加當年度Google I/O展出，並展示於Android TV上的遊玩畫面。因團隊規模擴大，雷亞遊戲於2014年8月將總部搬遷至至台北信義區東興路。同年9月27日，於「 Rayark Live: M2U x Nicode」邀請了韓國樂師M2U與Nicode聯手帶來遊戲中樂曲的現場演出。12月20日舉辦首場Open House，活動中開放參觀辦公空間也結合了遊戲開發的經驗分享會。

### 多元發展（2015-2016）
2015年4月19日，雷亞遊戲首款 ARPG新作《Implosion》正式在全球 App Store 上架，採付費下載制營運，遊戲內無額外內購要素，並支援中、日、韓、美等多國語言顯示。同年6月參加美國電子娛樂展，首度公開了《VOEZ》的前身《Project V》。《DEEMO》於6月24日正式移植 PS Vita 平台版《DEEMO ～最終演奏～》於 PlayStation Store 上架。同年8月中雷亞遊戲於同年11月28日舉辦了「北京雷亞音樂嘉年華」，首度公布新作《VOEZ》的資訊以及邀請合作樂師帶來現場音樂表演。隨後12月5日於台北舉辦結合了新品發表會及遊戲音樂會的「RayarkCon 2015」，活動中首度曝光開發中作品畫面，包含《Sdorica -sunset-》、《Soul of Eden》以及動畫《聚爆：第零日》，並且也預告以遊戲為出發點的複合式空間「Rayark Concept 雷亞概念」即將正式成立的消息。隔年5月14日於上海舉辦「雷亞音樂會」。

### 全新嘗試（2016-2017）
繼《Cytus》及《DEEMO》兩款音樂遊戲作品後，音樂節奏新作《VOEZ》於2016年2月24日開始為期 30 天的封測活動，在5月26日正式於 App Store 推出，採免費下載制營運，遊戲系統結合「落下式」與「軌道」，使玩法更多樣。基於《VOEZ》故事情結設定所打造的實體咖啡廳 VOEZ Café（蘭空咖啡）在同月於雷亞遊戲東興路總部旁展開試營運。之所以選擇《VOEZ》這款遊戲作為咖啡廳的主題，主要是因為遊戲採用以宜蘭為藍本的「蘭空鎮」為主題，希望讓玩家進入咖啡廳就像進入遊戲世界內的場景一樣。2017年的RayarkCon有別於過去形式，首度於現場結合交響樂和電子樂，搭配聲光效果打造雷亞遊戲的舞台。除了作為活動壓軸即將上市的《Cytus II》之外，雷亞各專案製作人也在本次活動中，揭露遊戲最新進度，包含《Sdorica -sunset-》、《Soul of Eden》、《DEEMO》 3.2 更新內容、次世代主機新作《DEEMO -Reborn-》及與信仰遊戲合作的專案《MO：Astray》。

### 擴大開發規模、遊戲續作（2018-至今）
雷亞遊戲於2018年1月18日推出最新作《Cytus II》，該作品承襲前作《Cytus》所奠定的玩法並融合更多樣的遊玩操作，結合深度角色劇情也增加了作品的豐富性讓遊玩體驗更為豐富。雷亞遊戲第一款奇幻繪本風格的SRPG《Sdorica 萬象物語》於4月19日上市，本作也為雷亞首款大型營運型遊戲。配合《Sdorica 萬象物語》上市，《Cytus II》1.2版本中同時解禁兩首《Sdorica 萬象物語》遊戲中樂曲，包含主題曲〈Sdorica -The Story Unfolds-〉以及戰鬥歌曲〈Hesitant Blade〉。於當年9月雷亞遊戲八週年響應活動，曾舉辦台北、台中、台南的捐血活動，號召玩家的力量一起做公益，單日共募集到72000c.c.的血量。12月15日的「RayarkCon 2018」，雷亞遊戲首度結合園遊會以及未上市作品之試玩體驗會，《Cytus II TW Battle - CHAOS》決賽也首度登上大舞台，活動中同時公布開發中專案《Soul of Eden》以及《MO : Astray 細胞迷途》的最新訊息，也釋出《Sdorica 》第二季、《Cytus II》2.0的更新消息。2019年3月中旬，舉辦為期兩天專屬於遊戲業的招募派對「RayarkHi 2019」，結合遊戲開發的專業講座、相關職位的攤位體驗以及週邊招募活動。同年年6月，於日本東京舉辦「Rayark Wonderland @Tokyo」，表演中除了邀請DJ t+pazolite、Sing Sing Rabbit、Re:Brych、THE SxPLAY、朝香智子等知名音樂人演出之外，也在場舉行「Cytus II JP Battle - CHAOS」冠、亞與季軍比賽。2020年7月舉辦為期近2個月的「Cytus未來實驗室- Connecting ……」主題特展，以五感體驗帶給玩家不一樣的觀展感受。2020年8月26日，睽違已久的最新力作─《Soul of Eden 伊甸之魂》正式上市。

## 作品
| 遊戲名稱                         | 發布平台                                  | 上架時間                                    | 備註 |
| -------------------------------- | ----------------------------------------- | ------------------------------------------- | --- |
| Cytus                            | App Store                                 | 2012.01.12                                  | 獲得 2013 Google Play 最佳遊戲獲得 2012 巴哈姆特遊戲動漫大賞 年度手機暨平版遊戲 金賞 獲得 2013 巴哈姆特遊戲動漫大賞 年度手機暨平版遊戲 銅賞 獲得 2013 巴哈姆特遊戲動漫大賞 年度人氣國產遊戲 金賞 獲得 2015 巴哈姆特遊戲動漫大賞 年度人氣國產遊戲 銀賞 獲得 2016 巴哈姆特遊戲動漫大賞 手機/平板 銅賞 獲得 2017 巴哈姆特遊戲動漫大賞 國產自製 銅賞 |
| Cytus                            | Google Play                               | 2012.04.05                                  | 獲得 2013 Google Play 最佳遊戲獲得 2012 巴哈姆特遊戲動漫大賞 年度手機暨平版遊戲 金賞 獲得 2013 巴哈姆特遊戲動漫大賞 年度手機暨平版遊戲 銅賞 獲得 2013 巴哈姆特遊戲動漫大賞 年度人氣國產遊戲 金賞 獲得 2015 巴哈姆特遊戲動漫大賞 年度人氣國產遊戲 銀賞 獲得 2016 巴哈姆特遊戲動漫大賞 手機/平板 銅賞 獲得 2017 巴哈姆特遊戲動漫大賞 國產自製 銅賞 |
| Cytus: Lambda                    | PlayStation Mobile                        | 2013.06.26                                  | 獲得 2013 PS Awards 特別獎 |
| Mandora                          | App Store                                 | 2012.11.23                                  | |
| Mandora                          | Google Play                               | 2012.11.23                                  | |
| Deemo                            | App Store                                 | 2013.11.13                                  | 獲得 2013 App Store 年度最佳遊戲 獲得 2014 Google Play 最佳音效遊戲 獲得 2014 巴哈姆特遊戲動漫大賞 年度手機暨平版遊戲 銀賞 獲得 2014 巴哈姆特遊戲動漫大賞 年度人氣國產遊戲 金賞 獲得 2015 巴哈姆特遊戲動漫大賞 年度手機暨平版遊戲 銀賞 獲得 2015 巴哈姆特遊戲動漫大賞 年度人氣國產遊戲 金賞 獲得 2016 巴哈姆特遊戲動漫大賞 手機/平板 銀賞 獲得 2016 巴哈姆特遊戲動漫大賞 PSV 金賞 獲得 2017 巴哈姆特遊戲動漫大賞 國產自製 銀賞 獲得 Nintendo Switch 2018年4月的Player‘s Voice (Japan)首位 |
| Deemo                            | Google Play                               | 2013.12.26                                  | 獲得 2013 App Store 年度最佳遊戲 獲得 2014 Google Play 最佳音效遊戲 獲得 2014 巴哈姆特遊戲動漫大賞 年度手機暨平版遊戲 銀賞 獲得 2014 巴哈姆特遊戲動漫大賞 年度人氣國產遊戲 金賞 獲得 2015 巴哈姆特遊戲動漫大賞 年度手機暨平版遊戲 銀賞 獲得 2015 巴哈姆特遊戲動漫大賞 年度人氣國產遊戲 金賞 獲得 2016 巴哈姆特遊戲動漫大賞 手機/平板 銀賞 獲得 2016 巴哈姆特遊戲動漫大賞 PSV 金賞 獲得 2017 巴哈姆特遊戲動漫大賞 國產自製 銀賞 獲得 Nintendo Switch 2018年4月的Player‘s Voice (Japan)首位 |
| Deemo                            | Nintendo Switch                           | 2017.09.21                                  | 獲得 2013 App Store 年度最佳遊戲 獲得 2014 Google Play 最佳音效遊戲 獲得 2014 巴哈姆特遊戲動漫大賞 年度手機暨平版遊戲 銀賞 獲得 2014 巴哈姆特遊戲動漫大賞 年度人氣國產遊戲 金賞 獲得 2015 巴哈姆特遊戲動漫大賞 年度手機暨平版遊戲 銀賞 獲得 2015 巴哈姆特遊戲動漫大賞 年度人氣國產遊戲 金賞 獲得 2016 巴哈姆特遊戲動漫大賞 手機/平板 銀賞 獲得 2016 巴哈姆特遊戲動漫大賞 PSV 金賞 獲得 2017 巴哈姆特遊戲動漫大賞 國產自製 銀賞 獲得 Nintendo Switch 2018年4月的Player‘s Voice (Japan)首位 |
| DEEMO ～最終演奏～ Deemo-Reborn- | PS Vita （最终演奏） PS4、Steam（Reborn） | 2015.05.24（最终演奏） 2019.11.21（Reborn） | 《最终演奏》添加了由CoMix Wave Films制作的过场动画，并收录了PS Vita独占的曲目包。 《Reborn》是原游戏的3D重制版，利用Unity制作，同时与VR设备（如PlayStation VR）兼容。 |
| Implosion                        | App Store                                 | 2015.04.09                                  | 獲得 2015 App Store 年度最佳 iOS 遊戲 獲得 2015 Google Play 最佳獨立製作遊戲 入圍 2015 Unity Awards 最佳遊戲表現與社群推薦 獲得 2015 巴哈姆特遊戲動漫大賞 年度人氣國產遊戲 銅賞 獲得 2016 巴哈姆特遊戲動漫大賞 年度國產遊戲 銅賞 |
| Implosion                        | Google Play                               | 2015.04.16                                  | 獲得 2015 App Store 年度最佳 iOS 遊戲 獲得 2015 Google Play 最佳獨立製作遊戲 入圍 2015 Unity Awards 最佳遊戲表現與社群推薦 獲得 2015 巴哈姆特遊戲動漫大賞 年度人氣國產遊戲 銅賞 獲得 2016 巴哈姆特遊戲動漫大賞 年度國產遊戲 銅賞 |
| Implosion                        | Nintendo Switch                           | 2017.07.06                                  | 獲得 2015 App Store 年度最佳 iOS 遊戲 獲得 2015 Google Play 最佳獨立製作遊戲 入圍 2015 Unity Awards 最佳遊戲表現與社群推薦 獲得 2015 巴哈姆特遊戲動漫大賞 年度人氣國產遊戲 銅賞 獲得 2016 巴哈姆特遊戲動漫大賞 年度國產遊戲 銅賞 |
| VOEZ                             | App Store                                 | 2016.05.26                                  | 獲得2016 App Store年度十大最佳遊戲獎 獲得2016 Google Play 年度最佳美術設計遊戲 美國的 Nintendo Switch 平台移植版於 2017.03.09 上架。 |
| VOEZ                             | Google Play                               | 2016.06.02                                  | 獲得2016 App Store年度十大最佳遊戲獎 獲得2016 Google Play 年度最佳美術設計遊戲 美國的 Nintendo Switch 平台移植版於 2017.03.09 上架。 |
| VOEZ                             | Nintendo Switch                           | 2017.03.03                                  | 獲得2016 App Store年度十大最佳遊戲獎 獲得2016 Google Play 年度最佳美術設計遊戲 美國的 Nintendo Switch 平台移植版於 2017.03.09 上架。 |
| Cytus II                         | App Store                                 | 2018.01.18                                  | 獲得 App Store 2018年當月最佳遊戲 獲得 2018 TapTap年度遊戲大賞 最佳音樂遊戲 獲得 2018 巴哈姆特遊戲動漫大賞 行動裝置遊戲 銀賞 獲得 2018 巴哈姆特遊戲動漫大賞 國產自製遊戲 金賞 |
| Cytus II                         | Google Play                               | 2018.03.07                                  | 獲得 App Store 2018年當月最佳遊戲 獲得 2018 TapTap年度遊戲大賞 最佳音樂遊戲 獲得 2018 巴哈姆特遊戲動漫大賞 行動裝置遊戲 銀賞 獲得 2018 巴哈姆特遊戲動漫大賞 國產自製遊戲 金賞 |
| Sdorica 萬象物語                 | App Store                                 | 2018.04.19                                  | 獲得 2018 巴哈姆特遊戲動漫大賞 國產自製遊戲 銅賞 |
| Sdorica 萬象物語                 | Google Play                               | 2018.04.19                                  | 獲得 2018 巴哈姆特遊戲動漫大賞 國產自製遊戲 銅賞 |
| MO：Astray (開發:信仰遊戲)       | Steam                                     | 2019.10.25                                  | 獲得 2016 放視大賞行動遊戲類金獎 獲得 2016 4C數位內容競賽優選 獲得 2016 青春設計節互動科技和遊戲設計類銀獎 獲得 2016 巴哈姆特ACG創作大賽遊戲類最佳創意獎 獲得 2016 巴哈姆特ACG創作大賽遊戲類評審團獎 獲得 2020 巴哈姆特遊戲動漫大賞 國產自製遊戲 銅賞 |
| Soul of Eden 伊甸之魂            | App Store                                 | 2020.08.26                                  | |
| Soul of Eden 伊甸之魂            | Google Play                               | 2020.08.26                                  | |
| DEEMO II                         | App Store                                 | 2022.01.13                                  | |
| DEEMO II                         | Google Play                               | 2022.01.13                                  | |

### Mobile

#### Cytus
雷亞遊戲首款音樂節奏遊戲，遊戲於2012年1月13日在全球 iOS 平台上登場。遊玩方式簡單直覺，玩家將隨著歌曲旋律與動態掃描線的移動抓準時機點擊拍點。遊戲畫面為手繪風格，曲目上邀請多位日本樂師陣容參與音樂製作，其中包括知名音樂遊戲樂師 Tsukasa、BMS 同人編曲師 Naotyu-、樂師 Sta 等人，目前更新至10.0.0版本。2013年6月26日發布與 Sony Computer Entertainment Inc. 合作開發的系列新作《Cytus: Lambda》，支援以 PlayStation Vita 以及具備 PlayStation Certified 認證的行動裝置遊玩。

#### Mandora
本作為休閒小品遊戲，也是雷亞首次以虛擬角色為主題的作品，於2012年11月23日在全球 iTune App Store 以及 Google Play 平台同步推出。簡易的操作方式搭配可愛角色和蒐集要素，玩家可以在月貓村的日夜與四季變化中，捕捉不同品種的Mandora。

#### DEEMO
以抒情鋼琴曲目為主旋律的音樂節奏遊戲，iOS版本於2013年11月13日在全球的App Store上架；Android版本於2013年12月27日在Google Play上架。操作中直覺式地點擊落下琴鍵，DEEMO的音符下落並沒有固定的軌道，判定線上的每個地方都可能有音符落下。目前更新至5.0版本。

#### Implosion
雷亞第一款ARPG遊戲，遊戲於2015年4月8日首次發行。玩家必須操縱著戰神機甲Avalon，深入外星入侵者佔據的地球尋找人類救贖的最後希望。遊戲支援iOS、Android、Android TV、Nintendo Switch等多平台，目前更新至1.5版本。

#### VOEZ
雷亞第三款音樂節奏作品，iOS版本於2016年5月26日上架；Android版本於2016年6月2日上架；任天堂Switch版本於2017年3月3日上架日本、歐洲，2017年3月9日上架北美。落下式拍點結合多彩的移動式軌道。玩家將從「蘭空鎮」中六位少男少女們的視角，開始一段圍繞著音樂夢想的青春旅程。2020年2月24日大更新至2.0版本，新增了挑戰系統、任務系統以及新的遊戲獎勵要素。

#### Cytus II
遊戲於2018年1月18日上架iOS版本；於2018年3月8日上架Android版本。承襲前作《Cytus》所奠定的玩法，遊玩樂曲過程中，動態判定線將會隨著音樂變化而變速，有可能加快或者減慢，同時新增兩種類型的拍點，來提高遊戲的挑戰難度。例如：即使判定線跨頁後，玩家仍須持續按住的跨頁拍點「Long Hold」，以及玩家須以左滑或右滑方式點擊的菱形拍點「Flick」。《Cytus II》帶有獨特美術風格的角色風格，呈現內容展演，並透過遊玩樂曲來解鎖更多故事劇情。2020年3月底更新3.0版本，帶領玩家走入故事結尾。

除了故事主線劇情之外，也持續與不同IP進行聯動合作──2019年5月底推出日本虛擬歌手初音未來的角色與曲目合作；2020年5月初推出與maimai DX+的合作曲包；2020年5月底推出虛擬Vtuber─Kizuna AI的角色與曲目合作 ；2021年1月底推出 Muse Dash 合作曲包；2021年4月，新增作曲家 Tsuko G 曲包 。而繼Sdorica之後，分別也在3.4.5及3.5.5版本開啟與DEEMO的連動，分別推出了Alice及Hans的角色故事劇情及曲包；3.5版本新增VOEZ主題的CAPSO SKIN以及曲目；3.6版本將先前愚人節出現的免費角色Graff.J實裝，並因Neko#ΦωΦ之曲目太多，將其中之連動曲移至Graff.J。

目前更新至 5.0 版本。

#### Sdorica 萬象物語
遊戲於2018年4月19日全球iOS、Android發行。歷時四年打造的雷亞遊戲旗下奇幻繪本風格的SRPG。《Sdorica 萬象物語》的玩法以策略回合制戰鬥模式為主，玩家透過超過三十位擁有專屬技能的遊戲角色，以防禦、攻擊、補助（白色、黑色、金色）等三種站位，組織出戰隊伍。玩家將隨著遊戲進程揭開故事的面紗，探索宏觀世界所帶來的多彩劇情。2019年5月22日，第二季《Sdorica -Mirage-》上線；2020年9月9日，第三季《Sdorica -eclipse-》以東方聯邦為故事主軸的嶄新劇情正式上線。

除了主線章節劇情之外，2018年11月展開與《DEEMO》期間限定的角色與劇情合作；2020年1月開啟《Cytus II》期間限定活動；2021年2月推出《Mandora》合作活動。

目前更新至4.4.3版本。

#### Soul of Eden 伊甸之魂
《Soul of Eden 伊甸之魂》為雷亞首款策略卡牌遊戲，結合了即時戰略與卡牌鬥智的PvP對戰。遊戲內有四種戰術迥異的陣營供玩家選擇，而獨有的散兵部屬系統，讓每場戰鬥都是絕不重複的競技對決。遊戲於2020年7月底開啟全球事前登錄，同年8月26日於全球正式上架iOS 與 Google Play雙平台。

目前更新至1.3版本。

#### DEEMO II
雷亞遊戲十週年紀念作《DEEMO II》，首度於2019年RayarkCon LIVE -Headlines-上發表宣傳影片，並於2020年5月的Rayark LIVE上公佈概念影片。於2022年1月13日於 App Store 及 Google Play 雙平台正式上線。承襲初代經典的落下式鋼琴演奏玩法，《DEEMO II》是一款結合音樂節奏與故事解謎的冒險遊戲。玩家將操作女主角艾可（Echo），透過演奏音樂、探索場景、並與大量 NPC 互動等一連串的冒險旅程，一步步拼湊出這個世界背後的真相。

#### 蔓朵拉傳奇(WIP Project)
2020年9月於「Rayark BUFF」公布全新專案《蔓朵拉傳奇（Mandora Farm and Fight）》相關消息，並同步開啟Google Play商店預註冊。官方表示遊戲內容將包含「養成」、「放置」與「戰鬥」元素，搭配各種造型與風格的英雄角色，呈現一款嶄新的作品。

#### MO:Astray 細胞迷途
由信仰遊戲開發、雷亞遊戲監製與發行的橫向動作解謎遊戲《MO:Astray 細胞迷途》，繼2019年10月25日於Steam平台上市、2020年10月10日登上Nintendo Switch平台後，於2020年11月12日正式推出手機板。

#### Chaos Academy 渾沌學院
Rayark Infuse參與的第一款遊戲─Chaos Academy渾沌學院。《Chaos Academy 渾沌學院》是一款戰棋結合卡牌的對戰遊戲，有五大陣營跟多樣的卡牌可供玩家搭配選擇。2021年1月21日已在全球雙平台上市。

#### DEEMO -Reborn-
由PS4上的作品移植而來，相較於音樂節奏遊戲《DEEMO》，本作除了將原本繪本風的《DEEMO》遊戲世界全 3D 化，讓玩家體會生動逼真的畫面外，更加入大量的解謎冒險遊戲內容。於2020年12月17日雙平台上市。

### PS Vita

#### DEEMO ～最終演奏～
2015年6月24日於台灣發行；2017年3月14日於中國發行；2017年5月16日於北美發行；2017年5月於歐洲發行。《DEEMO ～最終演奏～》完全收錄DEEMO 2.0的劇情以及平台獨佔故事「後日談」，於操作上則增加了全新的鬥琴和協奏模式。遊戲中原本的過場與動畫製作工作室"CoMix Wave Films"合作重製為全動畫影片，竹達彩奈擔任小女孩的配音。

### Nintendo Switch

#### Cytus α
《Cytus α》由日本 Flyhigh Works 公司於2019年4月25日發行上市，以《Cytus》的故事背景與經典遊玩方式為基底，搭配全新視覺風格與多樣遊玩系統，重製為一款 Nintendo Switch 主機遊戲。

#### MO:Astray
由信仰遊戲開發、雷亞遊戲監製與發行的橫向動作解謎遊戲《MO:Astray 細胞迷途》於2020年10月10日登上Nintendo Switch主機平台數位版。

#### DEEMO -Reborn-
由PS4上的作品移植而來，在Nintendo Switch版本中，玩家能夠以手把模式與觸控模式遊玩曲目。於2020年12月17日上市。

### PlayStation 4

#### DEEMO -Reborn-
2017年10月，雷亞遊戲宣布投入開發PlayStation 4主機遊戲新作《DEEMO -Reborn-》，支援 PlayStation VR 虛擬實境模式。於2019年11月21日正式推出，數位下載版由 Sony Music Entertainment 遊戲發行事業部門「UNTIES」發行，亞洲盒裝實體版則由雷亞遊戲發行。相較於音樂節奏遊戲《DEEMO》，本作除了將原本繪本風的《DEEMO》遊戲世界全 3D 化，讓玩家體會生動逼真的畫面外，更加入大量的解謎冒險遊戲內容。

### PC

#### MO:Astray
研發代號「Project MO」，由信仰遊戲（南台科大學生自製團隊）研發，雷亞遊戲監製的動作解謎遊戲，於 RayarkCon 2017 首次公開，RayarkCon 2018 公布正式名稱「MO:Astray」，2019年10月25日於Steam平台上市。 

#### DEEMO -Reborn-
由PS4上的作品移植而来，在操作上添加了键盘与鼠标操作，并在原版的基础上增添了自动演奏模式。2020年9月4日于Steam平台上市。

### 動畫作品
- 《聚爆：第零日》，2015年4月開始募資至2016年1月19號結束，於RayarkCon2017時播映五分鐘動畫片段。目前放映時間未定。
- 《DEEMO 樱色旋律 -你所弹奏的琴音 至今仍在回响-》，于2019年10月正式公布，由日本动画制作公司Production I.G和SIGNAL.MD共同制作，主題曲與形象曲由經手許多數動畫作品樂曲或配樂的梶浦由記製作，而演唱主題曲的女歌手在經過公開招募後，從全球參賽者中選出年僅 14 歲的女孩高島一菜（Hinano Takashima）為選拔冠軍。日本地區定於2022年2月25日放映。

### 原聲帶
- Cytus
  - Cytus -Alive-
  - Cytus -Prologue-
  - Cytus -Hindsight-
  - Cytus -Foresight-
  - Chapter K （From "Cytus"）
  - Cytus -Chapter S-
  - Cytus -Chapter R-
  - Cytus -Chapter T-
  - Cytus Chapter L
  - Cytus -Chapter M-
  - Cytus Concert Special EP
  - Cytus Exclusive Bonus - Project Symphony Sample Disc
  - Cytus α Special Collection
- DEEMO
  - DEEMO, Vol. 1
  - DEEMO, Vol. 2
  - DEEMO, Vol. 3
  - DEEMO -Reborn- OST VOL.1
  - DEEMO The Melody of Memory - Greatest Hits -
  - DEEMO Piano Collection
- VOEZ
  - VOEZ (Original Game Soundtrack)
  - VOEZ (Original Soundtrack), Vol.1
  - VOEZ (Original Soundtrack), Vol.2
- Cytus II
  - Cytus II-Paff (Original Soundtrack)
  - Cytus II-Neko (Original Soundtracks)
  - Cytus II-Robo_head (Original Soundtrack)
  - Cytus II-Xenon (Original Soundtrack)
  - Cytus II-Conner (Original Soundtrack)
  - Cytus II-Ivy (Original Soundtrack)
  - Cytus II-Vanessa (Original Soundtrack)
  - Cytus II Original Soundtrack - Greatest Hits
- 旗下的其他游戏
  - Mandora
    - Mandora Songs of Moonycat

  - Implosion
    - Implosion Original Soundtrack

  - Sdorica
    - Sdorica Sunset (Original Soundtrack, Vol. 1)

  - MO：Astray
    - MO：Astray Original Soundtrack
- 现场专辑
  - RayarkCon 2018 mixset

### 輕小說

###### DEEMO -Last Dream-
由日本小說家木爾チレン改編撰寫，插圖由原遊戲畫師硝子所繪製。

###### Sdorica -Before Sunset- 萬象物語．西奧多篇
原作與插畫為雷亞遊戲，作者為台灣小說家月亮熊。

###### Sdorica -After Sunset- 萬象物語．納杰爾篇
原作與插畫為雷亞遊戲，作者為台灣小說家月亮熊。

###### Sdorica -Before Mirage-
原作與插畫為雷亞遊戲，作者為台灣小說家月亮熊。
網路連載：https://www.sdorica.com/zh/novel/ （页面存档备份，存于）

### 連載漫畫

###### DEEMO -Prelude-
漫畫版由繪製過《京洛の森のアリス》的日本漫畫家 庭春樹 負責繪製，於2021年3月27日開始在一迅社漫畫雜誌《Comic ZERO-SUM》展開連載。

## 企業

### 雷亞總部

#### 金山北路辦公室（舊址）
雷亞遊戲始於16人的開發團隊，初期辦公室建立於台北市中山區金山北路。

#### 東興路辦公室（現址）
雷亞遊戲於2014年8月搬至台北市信義區東興路中農科技大樓，2016年於辦公室旁店面開設「雷亞概念Rayark Concept」。迄今因規模擴大的關係，陸續建立了五間辦公室，目前團隊人數約為250人。

### 雷亞概念店 Rayark Concept
「雷亞概念 Rayark Concept」於2016年5月16日開始試營運，6月4日於總部旁正式開張。雷亞遊戲表示這個以遊戲為出發點的複合式展演空間，將從遊戲展示、藝文展演、電競活動、商品販售及輕食等多元規劃，為遊戲展現帶來更多不同體驗的可能性，成為遊戲愛好者聚集交流的場域。店內包含呈現遊戲經典場景的主題展售區以及不時會舉辦展覽與活動。實體店曾於2021年4月25日結束營運，轉為線上經營。2021年6月16日於原址以「好雷咖啡 RAYARK Café」以餐飲為出發重啟線下服務，此咖啡廳已於2023年11月30日結束營業。

### Rayark Infuse
「Rayark Infuse」是一個雷亞遊戲與不同的優秀團隊合作並參與核心開發與品質監修的合作品牌，為的就是與不同遊戲團隊碰撞出各種璀璨的火花，打造出差異性的遊戲產品，帶給玩家更多良好的遊戲體驗與回憶。

## 活動

### Cytus LIVE Concert@Taipei
首場台灣以遊戲為主題的音樂會。雷亞遊戲隨著《Cytus》當年的推出，於2012年8月12日在Legacy Taipei舉行「Cytus LIVE Concert@Taipei」。現場除了邀請Cranky、Teppei Okada、Ani 等知名音樂人演唱、演奏，帶來遊戲中多首經典曲目之外，活動中也有周邊專輯的販售以及樂師簽名活動等等。

### RayarkCon
「雷亞和玩家溝通的語言就是遊戲與音樂， RayarkCon 是我們心目中最理想與玩家直接對話的方式。我們把過去持續舉辦的雷亞音樂會，結合最新產品發表會，用最盛大的表演和新產品的介紹，打造出一年一度的嘉年華會。」─雷亞遊戲CEO游名揚
Rayark Con首次於2015年舉辦，在12月5日於ATT SHOW BOX舉行，當晚公開了《Cytus II》的首波宣傳影片、《VOEZ》首次封測時間。而後2017年12月9日所舉辦的RayarkCon有別於過去形式，首度於現場結合交響樂和電子樂，搭配聲光效果打造雷亞遊戲的舞台。除了作為活動壓軸即將上市的《Cytus II》之外，雷亞各專案製作人也在本次活動中，揭露遊戲最新進度，包含《Sdorica -sunset-》、《Soul of Eden》、《DEEMO》 3.2 更新內容、次世代主機新作《DEEMO -Reborn-》及與信仰遊戲合作的專案《MO：Astray》。2018年的「雷亞嘉年華 - RayarkCon」首度結合電競比賽、DJ 表演、新作發表，並搭配遊戲體驗與攤位，包含從下午時段開始的「一日遊戲體驗館」與「主題遊樂場」，以及晚上時段的「Cytus II TW Battle - CHAOS」總決賽。

### Rayark Wonderland @Tokyo
雷亞遊戲首次於日本東京舉辦的大型活動：「Rayark Wonderland @Tokyo」。2019年6月8日於Zepp DiverCity(TOKYO)舉行，提供未上市之《DEEMO -Reborn-》、《MO : Astray 細胞迷途》、《Soul of Eden（伊甸之魂）》等遊戲供玩家試玩。現場除了邀請DJ t+pazolite、Sing Sing Rabbit等知名音樂人演出之外，也在現場重現了許多遊戲中的經典曲目。最後在場舉辦了電競比賽「Cytus II JP Battle - CHAOS」之總決賽，決選出冠、亞與季軍。

### Open House
雷亞遊戲至今一共舉行了4次Open House活動，邀請玩家至總部參觀、參與座談會及提問、與遊戲製作團隊面對面等等。在2014年12月20日，雷亞舉行了首次Rayark Open House，現場宣布《Cytus》百萬計畫已成功突破 80 萬次下載里程碑、免費開放Chapter 10 以及 Chapter S等最新消息，同時執行長游名揚、遊戲總監李勇霆、遊戲企劃 Gulu、汪光磊以及《DEEMO》主美術等遊戲團隊成員，也一同在現場舉辦座談會回答玩家對於遊戲的提問。

### RayarkHi
台灣首場以遊戲業為主的招募派對。RayarkHi 於2019年3月23、24日舉行，活動中有關於遊戲開發經驗的講座分享，其中園遊會也包含與雷亞遊戲中程式、企劃、美術、營運、實習夥伴的工作模擬與現場交流，活動中也有雷亞夥伴的模擬面試與履歷健檢等內容。Open House導覽也公開了雷亞遊戲的辦公環境與企業文化。於2020年中旬因疫情緣故而調整為線上形式舉辦。

### 電競賽事

#### 《Cytus II TW Battle - CHAOS》
雷亞遊戲首場官方舉辦之地區性電競賽事，於2018年9月至11月於雷亞概念店一共舉辦四場預賽，並於同年的RayarkCon2018活動進行決賽。每場預賽與決賽皆有線上直播。當年冠軍由冠綠獲得、亞軍為鬱凜、季軍為小寶。

#### 《Cytus II JP Battle - CHAOS》
雷亞遊戲第二場官方舉辦之地區性電競賽事，也是首次於台灣地區外舉辦，於2019年4月於數百位選手中進行海選，並於5月至6月，舉辦一共四場線上預賽，由來自中、日、韓等各國一共32位頂尖好手一較高下，由優勝的前三強登上同年的Rayark Wonderland @Tokyo舞台，決定冠、亞、季軍。本次賽事的三強為拿下冠軍的日本籍選手TenCha 、亞軍為中國籍選手的Rballance、季軍由日本籍選手的ヒグルース獲得。

#### 《Cytus II Duel Match @Seoul》
雷亞遊戲首次於首爾舉辦的電競賽事，在 2019年10月5日舉辦，地點在韓國首爾的MoFun Cafe，參賽者可在 CHAOS 12級以上的歌曲當中自選曲目和難度，單曲成績均採用Cytus II Battle 系列的計分方式 TP-(Good*0.1)-(Bad*0.3)-(Miss*0.5)的計分方式。本次賽事的冠亞季殿軍分別為YU.GU、서크릿트、GIFTENSE和렌。

#### 《Cytus II MM Star Show @XM》
雷亞遊戲首次於廈門舉辦的電競賽事，也是首場的明星表演賽。舉辦日期在2019年10月19日，賽事地點為廈門的星巢越中心。玩家只要投稿的指定難度曲目，成績超過S Rank，就可參與表演賽資格的抽選。
此次表演賽選手為《Cytus II JP Battle - CHAOS》冠軍TenCha和亞軍Rballance、在《Cytus II TW Battle - CHAOS》奪冠的冠綠，還有從Cytus II MM Star Show @XM 符合預選資格玩家中抽選出來的挑戰者──水木的江。

### 《DEEMO主題特展 - After Alice, Before Deemo》
為首次大規模DEEMO特展，並同步在ACCUPASS上售票。舉辦時間為2019/11/01-2019/12/01，舉辦地點在雷亞概念。
展覽劃分成三大展區，分別為靜態展區、互動體驗區和主題餐廳。內容主打五感饗宴，重現經典場景和歌曲的視、聽覺體驗外，現場搭配櫻花樹帶有花香味的嗅覺體驗。觸覺的部分則在展區中擺放可手動解謎的謎題。主題餐廳則有特展餐點，帶來味覺體驗。

### 《Cytus 未來實驗室 - Connecting......》主題特展
透過展域空間的規劃，以多樣感官刺激以及重現場景的光影效果，營造出遊戲中的科技感及『後真相』的網路世界氛圍，帶來沉浸式的觀展體驗，將虛擬數位的遊戲世界觀呈現在玩家面前。⠀⠀
雷亞遊戲繼《DEEMO主題特展 - After Alice, Before Deemo》後第二度挑戰將IP內容實境化。除了展出從未公開過的設定稿、美術圖讓粉絲更深入了解遊戲的世界觀，還有部分神秘裝置及角色道具讓觀眾穿戴體驗。在主題咖啡館區也還原了遊戲中的經典特調如《YAMAMETO》、《草汁》、《白雪喵喵公主特調》等，讓玩家們可以透過豐富的內容體驗Cytus系列遊戲的魅力。

## 爭議
雷亞音樂總監Ice在2020年3月以個人名義創作一首以摩斯電碼的形式暗含支援香港抗爭運動的歌曲，經曝光後，Ice宣布從雷亞辭職。中國代理商龍淵以「龍淵網路&雷亞遊戲」名義於微博、bilibili發布公告表示將對遊戲進行整改。 

## 外部連結
- 雷亞遊戲官網 （页面存档备份，存于）